# 额仁淖尔
额仁淖尔或译二连诺尔，也作达布森淖尔、达布散诺尔、额仁达布森诺尔、二连达布苏诺尔、白音呼都木、二连盐池等，是一个位于中国内蒙古自治区锡林郭勒盟二连浩特市境内的盐湖，位于二连浩特市区东北约10千米处，水位897.0米，长5.8千米，最大宽4.3千米，平均宽2.84千米，面积16.5平方千米，最大水深0.5米，平均水深0.2米，蓄水量330万立方米。2013年出版的《中国河湖大典·西北诸河卷》则记载本湖水深5～10米，水面面积9.10平方千米，全水系面积990.52平方千米。富原盐储量，湖西建有二连浩特盐厂。在2021年二连浩特市人民政府公布的主要湖泊管理范围的征求意见中记载达布森淖尔湖泊面积11平方千米，管理范围划界长度21.956千米，划界面积17.35平方千米。二连浩特即得名于此湖。
二连诺尔（达布森淖尔）属于蒙新高原区。它的一级流域为内流区诸河，二级流域为内蒙古内流区。